# Olejek szałwiowy
Olejek szałwiowy – środek wytwarzany najczęściej z ziela szałwii lekarskiej Salvia officinalis. Oprócz charakterystycznych i cenionych właściwości smakowo-zapachowych, cechuje się znaczną ilością związku organicznego o nazwie tujon. Jego zawartość w dużej mierze zależy od okresu zbioru surowca oraz stosowanych części rośliny.

## Zastosowania
- Wiele obserwacji wskazuje na to, że olejek szałwiowy może posiadać potencjał zwiększania pamięci krótkoterminowej i podnoszenia jej wydajności. Może być stosowany zarówno jako suplement diety, jak i naturalny preparat aromaterapeutyczny[2].

- Na kilka tygodni przed planowanym terminem porodu olejek szałwiowy polecany jest czasem dla pobudzenia i wzmocnienia skurczów, podobnie jak herbata z malin i olej z wiesiołka[3].

- Zarówno wyciąg z liści szałwii (S. lavandulaefoliae), jak i wytwarzany z niej olejek eteryczny, stosowane są przy chorobie Alzheimera. Leczenie polega na stosowaniu inhibitorów acetylocholinoesterazy, które jedynie w niewielkim stopniu mogą opóźniać utratę pamięci, jednak nie dają możliwości zahamowania rozwoju choroby[4].

## Przeciwwskazania
Olejek szałwiowy może być toksyczny i powodować poronienia, a także przyczyniać się do pojawiania się zawrotów głowy, szybszego bicia serca, a nawet napadów padaczkowych.